# 楊令伝
『楊令伝』（ようれいでん）は、北方謙三の歴史小説。2006年10月から2010年6月まで、集英社の『小説すばる』で連載された（連載時に掲載された挿絵は西のぼるが担当）。2005年まで同誌で連載していた『水滸伝』の続編にあたる。第65回毎日出版文化賞特別賞受賞。単行本全15巻、単行本版に加筆・修正を施した文庫版全15巻と読本『吹毛剣』が刊行されている。

## 概要
前作『水滸伝』の最後で官軍に敗れた梁山泊が、前作で登場した楊志の子、楊令を頭領に迎えて再起し、生き残った百八星と遺児たちが理想の国づくりの為に戦う。遼の滅亡と金の勃興、方臘の乱といった史実を背景に、原典の百二十回本の後半部分や『水滸後伝』といった原典の要素を織り交ぜながらも、前作同様に北方のオリジナル作品となっている。
作者の北方が「『水滸伝』は反権力をテーマにした「夢」の話であり、『楊令伝』は新国家建設をテーマにした「現実」の話である」と言及するように、物語中盤で北宋という権力を打倒した梁山泊が逆に権力側となり、南宋や金といった勢力に囲まれながら新しい国家を建設するために楊令が苦悩しながらも梁山泊を導いていく様を中心に描かれていく。
本作は『水滸伝』の続編であると同時に、連載終了後に明かされた大水滸伝構想の第二部というべき位置づけとなる。そして『楊令伝』の後、物語は完結編の『岳飛伝』へと続いていく。

## 序盤の概略
12世紀初頭、北宋末期の中国。かつて腐敗した政治に怒った晁蓋と108人の好漢たちは、梁山泊を拠点に反旗を翻した。犠牲を払いつつも局地戦で勝利を収めるが、禁軍（近衛軍）の童貫元帥との死闘の末に梁山泊は壊滅、宋江をはじめ多くの者が戦死した。それから3年、残党狩りが続く中で生き残った呉用の指示の下、呼延灼、史進たちは残存戦力を統率し、李俊は日本との密貿易で資金を稼いでいた。侯健の遺児で顧大嫂に育てられた候真は武松、燕青と共に燕雲十六州、更に遼・女真の地へ旅立つことになる。やがて明かされた旅の目的。それは、梁山泊壊滅時に宋江から「替天行道」の旗を託された男、楊令の探索だった……。

## 梁山泊の各拠点
梁山泊（りょうざんぱく）
梁山泊の新たな本拠地で、河北における最大の軍事拠点。童貫戦以来、流浪していた呼延灼・張清・史進らが集結し、石積みや鍛冶といった技術を投入して建設した。黄州の東端、河水（黄河）沿岸に建設された塞（砦）で水軍からの補給や女真の地で活動していた楊令軍との連携も考慮されている。最初は名前が無かったが、頭領に就任した楊令が新たな梁山泊として命名した。前作の梁山泊同様に意思決定機関である聚義庁（しゅうぎちょう）や事務担当の文治省（ぶんちしょう）が置かれている。なお、聚義庁の入口には楊令が宋江から託された替天旗が掲げられている。
洞庭山（どうていざん）
蘇州にある湖、太湖（たいこ）の小島に李俊たち水軍が中心となって建設した拠点。江南における梁山泊の拠点のひとつで、前作の二竜山のように募兵や調練、物品の生産などを担当する。過去に梁山泊軍に所属していた兵や、洞宮山で訓練を終えた新兵はここで仕上げの調練を行い、河北の本隊へ配属されていく。また、船着場や山などには童猛らが楽和、燕順など、死んでいった者達にちなんだ名称をつけている。募兵・調練が一段落してからは造船所や物資の貯蔵庫、水軍の拠点へと役割を変えていく。南宋の成立後も江南の拠点として軍事・交易に大きな役割を持つ。
洞宮山（どうきゅうざん）
温州の南、洞庭山よりも更に南部の山中に位置する拠点。元々は廃れた山村だったものを戴宗や陶宗旺が拠点として整備した。前作終盤に江南へ移った顧大嫂や孫二娘、残党狩りから逃れた杜興らが募兵・調練を行う。梁山泊入りを希望する新兵はここに入り、基礎の調練を終えた後で洞庭山へ移される。募兵の役割を終えてからは物資の生産拠点として機能する。
沙門島（さもんとう）
登州の北、渤海に浮かぶ小島で李俊が活動拠点の一つとして整備していた。水軍の拠点として機能するほか、梁山泊や日本から運ばれる交易品の集積・管理も行われていく。
楡柳荘（ゆりゅうそう）
太湖の沿岸にある拠点で李俊の弟分のひとり、上青が運営している。太湖の中にある洞庭山への船着場があり、洞庭山と本土との人員・物資の運搬を担当、宋の役人には正規の商人という名目で活動を偽装している。方臘の乱勃発中は方臘の信仰が洞庭山へ伝播するのを防ぐ役目も果たした。
大城（だいじょう）
南大樹鎮よりも更に北に位置する河水沿岸の城郭。渤海沿いにある水軍の拠点、海天からの兵站を安定させるために重要な場所である。燕雲十六州から叛徒を率いて南下してきた韓伯竜の一党が宋軍から奪い、根城にしていた。韓伯竜らが梁山泊入りしてからは兵站線を確保するために整備される。
双頭山（そうとうざん）
前作でも登場した、かつての梁山泊の拠点。前作の最終決戦後は官軍も去り、只の山に戻っていた。厳密には梁山泊の領土外だが、童貫戦後の領土拡大に伴う迎撃用の前線基地として再び整備された。なお、位置的には新生梁山泊の南東部に存在する。

## 書籍情報
- 第一巻　玄旗の章　2007年4月26日発売　ISBN 978-4-08-774858-1
- 第二巻　辺烽の章　2007年7月26日発売　ISBN 978-4-08-774866-6
- 第三巻　盤紆の章　2007年10月26日発売　ISBN 978-4-08-774890-1
- 第四巻　雷霆の章　2008年1月25日発売　ISBN 978-4-08-771212-4
- 第五巻　猩紅の章　2008年4月25日発売　ISBN 978-4-08-771227-8
- 第六巻　徂征の章　2008年7月25日発売　ISBN 978-4-08-771240-7
- 第七巻　驍騰の章　2008年10月24日発売　ISBN 978-4-08-771270-4
- 第八巻　箭激の章　2009年1月26日発売　ISBN 978-4-08-771278-0
- 第九巻　遙光の章　2009年4月24日発売　ISBN 978-4-08-771286-5
- 第十巻　坡陀の章　2009年7月24日発売　ISBN 978-4-08-771309-1
- 第十一巻　傾暉の章　2009年10月26日発売　ISBN 978-4-08-771324-4
- 第十二巻　九天の章　2010年1月30日発売　ISBN 978-4-08-771334-3
- 第十三巻　青冥の章　2010年4月26日発売　ISBN 978-4-08-771349-7
- 第十四巻　星歳の章　2010年7月30日発売　ISBN 978-4-08-771363-3
- 第十五巻　天穹の章　2010年10月26日発売　ISBN 978-4-08-771380-0